# 伊万·切帕里诺夫
伊万·切帕里诺夫（Иван Чепаринов，1986年11月26日—），保加利亚国际象棋棋手、特级大师，出生于阿塞诺夫格勒。
切帕里诺夫于2004年、2005年、2012年三度获得保加利亚全国冠军。他还曾是前世界冠军维塞林·托帕洛夫的助手。